# Hemoptizie
Hemoptizia se definește ca fiind eliminarea de sânge ce are ca origine căile aeriene, în urma unui efort de tuse, prin expectorație.
Reprezintă un semn nespecific și este asociat cu multe afecțiuni care implică aria pulmonară:
- De tip infecțios: Bronșită acută, Abcesul pulmonar, Tuberculoza, Aspergiloza, Pneumonia, Bronșiectaziile
- De tip neoplazic
- Cardiovasculare: Stenoza mitrală, Embolia pulmonară, malformații vasculare pulmonare
- Traumatice
- Boli autoimune: Granulomatoza Wegener, Sindromul Goodpasture, Lupusul eritematos sistemic
- Intoxicația cu diverse medicamente și/sau toxice: cocaina, anticoagulante, agenți trombolitici, penicilinamine, solvenți, etc.